# Batalhão 316
Batalhão de Inteligência 3-16 ou Batalhão 316 (teve também outros nomes: Grupo dos 14 (1979-1981), Special Investigations Branch (Dies) (1982-1983), Batalhão de Inteligência 3-16 (de 1982 ou 1984 até 1986), Intelligence and Counter-Intelligence Branch (desde 1987) foi uma unidade do exército de Honduras responsável pela realização de assassinatos políticos e tortura de suspeitos de serem opositores do governo durante a década de 1980, considerados "comunistas" ou "subversivos". O nome indicava o serviço da unidade de três unidades militares e dezesseis batalhões do exército hondurenho.  A reorganização da unidade sob a denominação "Batalhão de Inteligência 3-16" é atribuída ao general Gustavo Alvarez Martínez. Integrantes do Batalhão receberam treinamento e o apoio dos Estados Unidos e da CIA para a sua formação, tanto em Honduras como em bases militares dos EUA, bem como de Alfredo Mario Mingolla e outros membros do Batalhão de Inteligência 601 da Argentina (incluindo Ciga Correa, que havia colaborado com o DINA chileno para assassinar o general Carlos Prats e treinar, junto com Mohamed Alí Seineldín, o AAA. Pelo menos 19 membros do Batalhão 3-16 foram graduados da Escola das Américas. O Batalhão 3-16 também foi treinado por Pinochet do Chile.